# Disney Junior (Austrália e Nova Zelândia)
Disney Junior foi um canal de televisão por assinatura com sede na Austrália e transmitido também na Nova Zelândia e Oceania. Era voltado para o público em idade pré-escolar. Ficou no ar entre 5 de dezembro de 2005 e 30 de abril de 2020.

## História
Antes de se transformar em canal, o Disney Junior entrou no ar como Playhouse Disney, que estreou como um bloco exibido no Disney Channel Austrália, das 9h às 15h, nos dias úteis e às 10h, nos finais de semana até ser transformado em canal independente.
Na Australia, o canal foi lançado no final de 2005, como Playhouse Disney Channel, pela operadora Foxtel. Na Nova Zelândia, o canal estrou na mesma data através da operadora Sky Network Television. Em 2011, o Playhouse Disney Channel mudou o seu nome para Disney Junior. O canal transmitia seu sinal 24 horas por dia, todos os dias, mostrando a maioria dos programas exibidos nos Estados Unidos.
Devido à chegada do Disney+ na Oceania e ao fim das licenças que distribuíram o sinal no continente oceânico, o canal encerrou suas transmissões na Nova Zelândia em 30 de novembro de 2019, na operadora Sky, enquanto que na Austrália o sinal foi encerrado em 1 de março de 2020, na operadora Foxtel. O encerramento definitivo das transmissões ocorreu em 30 de abril de 2020, quando o canal deixou a grade de canais da operadora Fetch TV e com o encerramento do serviço digital via web.

## Programação
- 3rd & Bird (29 de maio de 2011—2020)
- The Adventures of the Disney Fairies (29 de maio de 2011—2020)
- Art Attack
- Babar and the Adventures of Badou (29 de maio de 2011—2020)
- Chuggington (29 de maio de 2011—2020)
- Doc McStuffins (8 de junho de 2012—2020)
- Ella the Elephant (2014—2020)
- Gaspard and Lisa (29 de maio de 2011—2020)
- Goldie and Bear (26 de janeiro de 2016—2020)
- Guess How Much I Love You (29 de maio de 2011—2020)
- Henry Hugglemonster (15 de abril de 2013—2020)
- The Hive (29 de maio de 2011—2020)
- Jake and the Never Land Pirates (29 de maio de 2011—2020)
- Kate & Mim-Mim
- The Lion Guard (28 de fevereiro de 2016—2020)
- Miles from Tomorrowland
- The Octonauts (29 de maio de 2011—2020)
- PJ Masks
- Paprika
- Sheriff Callie's Wild West (2014—2020)
- Sofia the First (4 de março de 2013—2020)
- Tinga Tinga Tales (29 de maio de 2011—2020)

### Reapresentações
- Bunnytown (29 de maio de 2011—2020)
- Charlie and Lola (29 de maio de 2011—2020)
- Handy Manny (29 de maio de 2011—2020)
- Higglytown Heroes (29 de maio de 2011—2020)
- Imagination Movers (29 de maio de 2011—2020)
- JoJo's Circus (29 de maio de 2011—2020)
- Johnny and the Sprites (29 de maio de 2011—2020)
- Jungle Junction (29 de maio de 2011—2020)
- The Koala Brothers (29 de maio de 2011—2020)
- Little Einsteins (29 de maio de 2011—2020)
- Mickey Mouse Clubhouse (29 de maio de 2011—2020)
- PB&J Otter (29 de maio de 2011—2020)
- Rolie Polie Olie (29 de maio de 2011—2020)
- Special Agent Oso (29 de maio de 2011—2020)
- Stanley (29 de maio de 2011—2020)
- Timmy Time (29 de maio de 2011—2020)
- The Wiggles (29 de maio de 2011—2020)

### Outros
- 101 Dalmatians: The Series (29 de maio de 2011—2020)
- Calimero
- The Cat in the Hat Knows a Lot About That!
- Chloe's Closet
- Franny's Feet (1° de janeiro de 2013—2020)
- Jungle Cubs (29 de maio de 2011—2020)
- The Little Mermaid (29 de maio de 2011—2020)
- Stella & Sam (29 de maio de 2011—2020)
- Timão & Pumba (29 de maio de 2011—2020)
- Toot the Tiny Tugboat
- Tree Fu Tom
- Zou